# Henry Zebrowski
Henry Zebrowski (1º maggio 1984) è un attore e umorista statunitense.

## Biografia
Zebrowski durante gli anni del college, ha frequentato la Università statale della Florida, e nel mentre ha fondato insieme ad altri compagni di studi il gruppo comico Oncoming Traffic, poi divenuto Girls Aren't Funny e infine Murderfist, con il quale dal 2006 si trasferisce da Tallahassee a New York, esibendosi in vari locali e teatri della città.
Dal 2009 inizia a recitare in ruoli di secondo piano in film e serie televisive. Nel 2013 è nel cast di The Wolf of Wall Street, l'anno seguente figura nel cast principale della serie A to Z, mentre nel 2015 è uno dei protagonist di Heroes Reborn interpretando Quentin Frady.

## Filmografia

### Cinema
- White Irish Drinkers, regia di John Gray (2010)
- Awful Nice, regia di Todd Sklar (2013)
- Gods Behaving Badly, regia di Marc Turtletaub (2013)
- The Wolf of Wall Street, regia di Martin Scorsese (2013)
- Una notte da matricole (The D Train), regia di Jarrad Paul e Andrew Mogel (2015)
- Nonno scatenato (Dirty Grandpa), regia di Dan Mazer (2016)

### Televisione
- Michael & Michael Have Issues – serie TV, 5 episodi (2009)
- Law & Order - Unità vittime speciali (Law & Order: Special Victims Unit) – serie TV, 1 episodio (2010)
- Blue Bloods – serie TV, 1 episodio (2010)
- Beach Lane – film TV, regia di Paul Simms (2010)
- Eden – serie TV, 1 episodio (2011)
- CollegeHumor Originals – webserie, 5 webisodi (2010-2011)
- Jest Originals – webserie, 2 webisodi (2011-2012)
- Girls – serie TV, 1 episodio (2012)
- Hardly Working – webserie, 1 webisodio (2013)
- Royal Pains – serie TV, 1 episodio (2013)
- Aqua Teen Hunger Force – serie TV, 1 episodio (2013)
- In Security – serie TV, 6 episodi (2013)
- Best Week Ever – serie TV, 1 episodio (2013)
- High Maintenance – serie TV, 1 episodio (2013)
- I Love the 2000s – miniserie TV, 9 puntate (2014)
- Friends of the People – serie TV, 1 episodio (2014)
- Your Pretty Face Is Going to Hell – serie TV, 15 episodi (2013-2015)
- A to Z – serie TV, 13 episodi (2014-2015)
- Heroes Reborn: Dark Matters – webserie (2015)
- Heroes Reborn – serie TV (2015)
- AquaDonk Side Pieces – serie animata, 1 episodio (2022)

## Doppiatori italiani
Da attore è sostituito da:
- Luigi Ferraro in The Wolf of Wall Street
- Raffaele Palmieri in Nonno scatenato
- Stefano Brusa in Heroes Reborn
- Nanni Baldini in Crashing

Da doppiatore è sostituito da:
- Stefano Alessandroni in Aqua Teen Hunger Force